# Кутень Іван Омелянович
Кутень Іван Омелянович (*1919, с. Збриж, тепер Чемеровецького району Хмельницької області — † 1988, м. Чернівці) — український поет.

## Біографічна довідка
Іван Омелянович Кутень народився у 1919 році в с.  Збриж  Чемеровецького району Хмельницької області.
Музику до його віршів писали  С. Сабадаш,  А. Кос-Анатольський ,  А.Кушніренко,  А. Філіпенко та інші композитори. 
Пісні з нотами виходили окремими виданнями у  Києві і  Москві, друкувався в журналах «Україна», «Зміна» та інших.
Певний час жив і працював у Новоселиці.
Помер у 1988 році. Похований у Чернівцях.